# 미야자키현 제1구
미야자키현 제1구(宮崎県 第1区)는 일본의 중의원 선거구이다. 1994년 공직선거법으로 신설되었다.
현재 중의원은 자유민주당 소속의 다케이 슌스케이다.

## 지역
- 미야자키시
- 히가시모로카타군